# 15622 Westrich
15622 Westrich eller 2000 HY20 är en asteroid i huvudbältet som upptäcktes den 27 april 2000 av LINEAR i Socorro County, New Mexico. Den är uppkallad efter Bradford J. Westrich.
Asteroiden har en diameter på ungefär 2 kilometer.